# Lucie Höflich

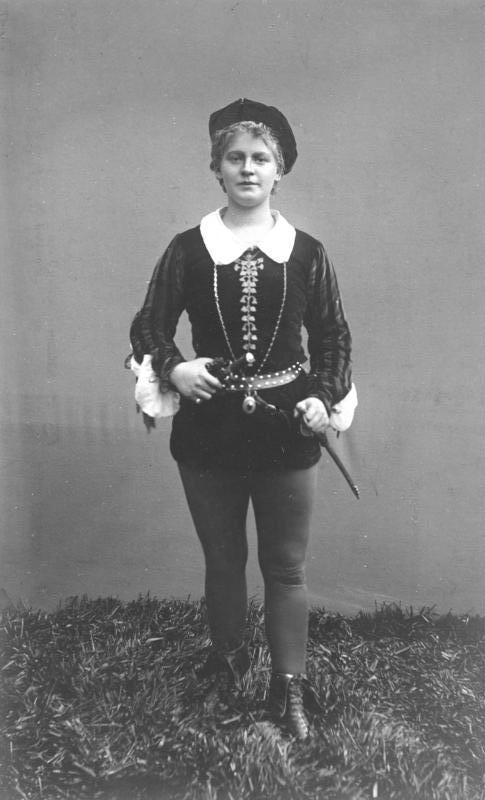
Lucie Höflich como Viola en Noche de reyes (1907)

Lucie Höflich (20 de febrero de 1883 - 9 de octubre de 1956) fue una actriz teatral y cinematográfica alemana.

## Biografía
Nacida en Hannover, Alemania, su verdadero nombre era Helene Lucie von Holwede. Hija de Georg Höflich, actor y director en el Konzerthaus Berlin, y de Dora von Holwede, ya desde niña vivió el ambiente teatral. Debutó a los dieciséis años en el Teatro de Bydgoszcz, trabajando después en el Intime Theater de Núremberg, en el Raimundtheater de Viena y en el Deutsches Theater de Berlín, donde debutó en 1903 y donde llevó a cabo principalmente su carrera hasta 1932.
En ese importante teatro, Höflich actuó en sus mejores temporadas artísticas, gracias en parte a la sabia dirección del dramaturgo, director y productor teatral austriaco Max Reinhardt, que la llevó en giras por numerosos países europeos, entre ellos Hungría, Dinamarca, Suecia y Bélgica.
Sus cualidades artísticas más evidentes fueron la espontaneidad, la naturalidad, la plenitud de caracterizaciones, el sentido de la mesura y la vitalidad. Sus mejores resultados se obtuvieron con actuaciones de tendencia realista y naturalista, y con personajes obsesionados.
En Berlín encarnó, entre otros personajes, a Margarita (Goethe), María Magdalena (Friedrich Hebbel), Nora (Henrik Ibsen), y Rose Bernd (Gerhart Hauptmann), consiguiendo una gran consenso entre la crítica y le público teatral. 
Su carrera cinematográfica se inició en 1913 en el cine mudo y, aunque no consiguió los mismos éxitos que en su faceta teatral, obtuvo buenos resultados con importantes papeles en varios filmes, entre ellos los propagandísticos Ohm Kruger, dirigido por Hans Steinhoff en 1941, y Der Fuchs von Glenarvon (1940). 
En 1933, Höflich hubo de suspender su carrera por motivos políticos, dedicándose entonces a dirigir la escuela teatral del Konzerthaus Berlin, y después la escuela del Volksbühne. En el transcurso de su trayectoria como profesora, Höflich tuvo, entre otros alumnos, a Marianne Hoppe y Lilli Palmer.
En 1937, en la época del gobierno Nazi, fue nombrada Staatsschauspieler (actriz del estado) . Hasta 1940 siguió trabajando como actriz teatral, principalmente en el Volksbühne y el Teatro Schiller. Finalizada la Segunda Guerra Mundial, Höflich sucedió a Werner Bernhardy en la dirección del Mecklenburgisches Staatstheater Schwerin, actividad que llevó a cabo desde 1947 a 1950. Después de ello, la actriz volvió a escena en Berlín Oeste, actuando en el Teatro Hebbel, el Schlosspark Theater y el Teatro Schiller.
Lucie Höflich se casó en 1910 con el historiador del arte Georg Anton Mayer, divorciándose en 1917. Fruto de su matrimonio, en 1911 nació la actriz Ursula Höflich. Más adelante fue durante un corto tiempo mujer del actor Emil Jannings, con el cual colaboró en varias películas. En abril de 1956, Höflich sufrió en Iserlohn un infarto agudo de miocardio. Aunque se recuperó del mismo, la actriz falleció ese mismo año en Berlín, Alemania. Fue enterrada en el Cementerio Dahlem de esa ciudad. 
En 1957, y a título póstumo, recibió el premio Deutscher Filmpreis por su actuación en el film Anastasia, die letzte Zarentochter, rodado en 1956.

## Filmografía
- 1914 : Gendarm Möbius, de Stellan Rye
- 1919 : Freie Liebe, de Max Mack
- 1920 : Maria Magdalene, de Reinhold Schünzel
- 1920 : Katharina die Große, de Reinhold Schünzel
- 1920 : Der langsame Tod, de Carl Wilhelm
- 1920 : Die Bestie im Menschen, de Ludwig Wolff
- 1921 : Die Ratten, de Hanns Kobe
- 1921 : Die Erbin von Tordis, de Robert Dinesen
- 1921 : Seefahrt ist Not!, de Rudolf Biebrach
- 1923 : Ein Glas Wasser, de Ludwig Berger
- 1923 : Nora, de Berthold Viertel
- 1923 : Die Straße, de Karl Grune
- 1923 : Der verlorene Schuh, de Ludwig Berger
- 1924 : Der geheime Agent, de Erich Schönfelder
- 1924 : Kaddisch, de Adolf E. Licho
- 1925 : Götz von Berlichingen zubenannt mit der eisernen Hand, de Hubert Moest
- 1925 : Tartufo, de Friedrich Wilhelm Murnau
- 1925 : El sueño de un vals (Ein Walzertraum), de Ludwig Berger
- 1926 : Das Haus der Lüge, de Lupu Pick
- 1926 : Bara en danserska, de Olof Molander
- 1927 : Das gefährliche Alter, de Eugen Illés
- 1928 : Der Biberpelz, de Erich Schönfelder
- 1928 : Manege, de Max Reichmann
- 1931 : 1914, die letzten Tage vor dem Weltbrand, de Richard Oswald
- 1932 : Zum goldenen Anker, de Alexander Korda
- 1932 : Strafsache von Geldern, de Willi Wolff
- 1932 : Der weiße Dämon, de Kurt Gerron
- 1932 : Kampf, de Erich Schönfelder y Haro van Peski
- 1933 : Brennendes Geheimnis, de Robert Siodmak
- 1934 : Peer Gynt, de Fritz Wendhausen
- 1936 : Der Kurier des Zaren, de Richard Eichberg
- 1936 : Der Raub der Sabinerinnen, de Robert A. Stemmle
- 1936 : Familienparade, de Fritz Wendhausen
- 1936 : Schatten der Vergangenheit, de Werner Hochbaum
- 1937 : Fridericus, de Johannes Meyer
- 1937 : Die Warschauer Zitadelle, de Fritz Peter Buch
- 1937 : Manege, de Carmine Gallone
- 1937 : Starke Herzen, de Herbert Maisch
- 1938 : Stimme des Blutes, de Carmine Gallone
- 1938 : Der Berg ruft!, de Luis Trenker
- 1939 : War es der im 3. Stock?, de Carl Boese
- 1939 : Robert Koch, der Bekämpfer des Todes, de Hans Steinhoff
- 1939 : Wir tanzen um die Welt, de Karl Anton
- 1940 : Der Fuchs von Glenarvon, de Max W. Kimmich
- 1941 : Ohm Krüger, de Hans Steinhoff, Karl Anton y Herbert Maisch
- 1942 : Das große Spiel, de Robert A. Stemmle
- 1942 : Weiße Wäsche, de Paul Heidemann
- 1943 : I pagliacci, de Giuseppe Fatigati
- 1943 : Altes Herz wird wieder Jung, de Erich Engel
- 1943 : Lache Bajazzo, de Leopold Hainisch
- 1955 : Himmel ohne Sterne, de Helmut Käutner
- 1956 : Anastasia - Die letzte Zarentochter, de Falk Harnack

## Premios
- 1937 : Nombrada Staatsschauspieler (actriz estatal)
- 1946 : Miembro honorario del Deutschen Theater de Berlín
- 1953 : Orden del Mérito de la República Federal de Alemania
- 1957 : Deutscher Filmpreis por Anastasia, die letzte Zarentochter (a título póstumo, como mejor actriz de reparto)